# Gross Wannehorn
Gross Wannehorn (Grosses Wannenhorn) är ett berg i Schweiz.   Det ligger i distriktet Goms och kantonen Valais, i den centrala delen av landet, 70 km sydost om huvudstaden Bern. Toppen på Gross Wannehorn är 3 906 meter över havet, eller 644 meter över den omgivande terrängen. Bredden vid basen är 4,0 km.
Terrängen runt Gross Wannehorn är huvudsakligen bergig, men åt nordväst är den kuperad. Närmaste större samhälle är Grindelwald, 15,2 km norr om Gross Wannehorn. 
Trakten runt Gross Wannehorn består i huvudsak av gräsmarker. Runt Gross Wannehorn är det ganska glesbefolkat, med 27 invånare per kvadratkilometer.